# Карпинтерия (Калифорния)
Карпинтерия (на английски: Carpinteria в превод от испански дърводелница) е град в югоизточната част на окръг Санта Барбара в щата Калифорния, САЩ. Карпинтерия се намира на изток от град Санта Барбара и на северозапад от град Вентура. Карпинтерия е с население от 14 194 жители (2000) и обща площ от 18,80 км² (7,30 мили²). Името на града идва от испанците, които видели местните индианци да правят големи дървени океански канута и кръстили града Дърводелницата (La Carpinteria).